# جيمس ر. شتاين
جيمس ر. شتاين (بالإنجليزية: James R. Stein)‏ هو كاتب سيناريو أمريكي، ولد في 9 يناير 1950 في شيكاغو في الولايات المتحدة.

## وصلات خارجية
- جيمس ر. شتاين على موقع IMDb (الإنجليزية)
- جيمس ر. شتاين على موقع أول موفي (الإنجليزية)
- جيمس ر. شتاين على موقع قاعدة بيانات الفيلم (الإنجليزية)